# 藤高和輝
藤高 和輝（ふじたか かずき、1986年 ‐ ）は、日本の哲学者。京都産業大学文化学部准教授。専門は現代思想、フェミニズム、クィア理論、トランスジェンダー研究。

## 経歴
大阪市出身。大阪大学人間科学部を卒業、同大学で博士前期課程、博士後期課程を修了。「ジュディス・バトラー : 生と哲学を賭けた闘い」にて博士(人間科学)を取得する。
その後、日本学術振興会特別研究員（RPD）、大阪大学人間科学研究科助教を経て、2020年、京都産業大学に着任。

## 研究・活動
ジュディス・バトラーの思想形成に関する研究からキャリアをスタートし、田中美津やベル・フックス、サラ・アーメッドなどのフェミニズム・クィアの蓄積を横断的に読み解くことによって、独自の〈トラブルの思想〉を展開している。また、インターセクショナリティに関する日本語論文の著者としても評価されている。
クィア理論の翻訳でも知られており、サラ・アーメッドやリー・エーデルマン、ゲイル・サラモンなどの翻訳を手掛けている。

## 著書

### 単著
- 『ジュディス・バトラー：生と哲学を賭けた闘い』（以文社、2018年）ISBN 978-4753103454
- 『〈トラブル〉としてのフェミニズム：「とり乱させない抑圧」に抗して』（青土社、2022年）ISBN 978-4791774432
- 『ノット・ライク・ディス：トランスジェンダーと身体の哲学』（以文社、2024年）ISBN 978-4753103843
- 『バトラー入門』（筑摩書房〈ちくま新書〉、2024年）ISBN 978-4480076342

### 翻訳
- 『身体を引き受ける：トランスジェンダーと物質性のレトリック』（ゲイル・サラモン著、以文社、2019年）ISBN 978-4-7531-0355-3